# 김철민 (1967년)
김철민(1967년 1월 20일~2021년 12월 16일)은 대한민국의 희극인이다. 1994년 MBC 5기 공채 개그맨으로 정식 데뷔했다.
2019년 8월 폐암 4기 판정을 받고 투병 생활을 하다가, 2021년 12월 16일 오후 원자력병원 호스피스 병동에서 사망하였다.

## 출연 작품

### 방송
- 《개그야 - 노블 X맨》(MBC)

### 영화
- 《청담보살》

### 앨범
- 〈김철민 싱글 앨범〉
- 〈김철민의 콘서트7080〉

## 가족
나훈아의 모창 가수인 너훈아(본명: 김갑순)가 그의 형이며 암으로 사망했다.

## 유언
'덕분에 행복했습니다.
고맙습니다.
사랑합니다.'
그가 죽기 6일 전에 페이스북에 올린 마지막 게시글이다.